# Pierre Bérégovoy
Pierre Bérégovoy (ur. 23 grudnia 1925 w Déville-lès-Rouen, zm. 1 maja 1993 w Nevers) – francuski polityk i samorządowiec, działacz Partii Socjalistycznej, parlamentarzysta i minister w kilku rządach, premier Francji w latach 1992–1993.

## Życiorys
Urodził się jako syn Adriena, który wyemigrował z Imperium Rosyjskiego w okresie rewolucji, oraz Francuzki Hélène. Był wychowywany głównie przez babkę. Ukończył szkołę podstawową i uzyskał kwalifikacje zawodowe, po czym na początku lat 40. podjął pracę w przewoźniku kolejowym SNCF. W trakcie II wojny światowej aktywnie uczestniczył w ruchu oporu. Uzyskał później dyplom z zakresu organizacji pracy na wydziale prawa w Strasburgu. W latach 1950–1978 pozostawał pracownikiem przedsiębiorstwa energetycznego Gaz de France.
Był działaczem Francuskiej Sekcji Międzynarodówki Robotniczej i Zjednoczonej Partii Socjalistycznej. W 1969 dołączył do nowo powołanej Partii Socjalistycznej, pełnił w niej funkcję sekretarza krajowego do spraw społecznych i kontaktów zewnętrznych. Od 1978 do 1981 wchodził w skład Rady Gospodarczej i Społecznej. Był bliskim współpracownikiem François Mitterranda i aktywnym uczestnikiem jego kampanii prezydenckich w 1974 i 1981. Po jego zwycięstwie od 1981 do 1982 pełnił funkcję sekretarza generalnego administracji prezydenckiej.
W 1983 został wybrany na mera Nevers, a w 1985 na radnego departamentu Nièvre (oba stanowiska zajmował do śmierci). W 1986 po raz pierwszy uzyskał mandat posła do Zgromadzenia Narodowego, utrzymywał go w wyborach w 1988 i 1993.
Od czerwca 1982 do lipca 1984 był ministrem spraw społecznych i solidarności narodowej w dwóch gabinetach, którymi kierował Pierre Mauroy. Następnie do marca 1986 stał na czele resortu gospodarki, finansów i budżetu u Laurenta Fabiusa. Do administracji rządowej powrócił po dwóch latach po ponownym zwycięstwie socjalistów. Od maja 1988 do kwietnia 1992 ponownie sprawował urząd ministra gospodarki, finansów i budżetu, będąc jednocześnie ministrem stanu w rządach Michela Rocarda i Édith Cresson.
W kwietniu 1992 objął urząd premiera, sprawując go do marca 1993. W ostatnim miesiącu pełnienia tej funkcji kierował jednocześnie ministerstwem obrony. Na czele francuskiego rządu stanął, zastępując niepopularną Édith Cresson, która ustąpiła po porażce lewicy w wyborach regionalnych. Stanowisko premiera objął w czasie kryzysu w Partii Socjalistycznej, której notowania obniżały ujawniane skandale finansowe. Przeprowadzone w marcu 1993 wybory parlamentarne przyniosły klęskę prowadzonym przez premiera socjalistom, którzy utracili około 80% miejsc w niższej izbie parlamentu.
1 maja 1993, kilka tygodni po opuszczeniu Hôtelu Matignon, Pierre Bérégovoy zastrzelił się w Nevers. Przeprowadzone postępowanie wykazało, że polityk popełnił samobójstwo. Wersję udziału osób trzecich wykluczali również członkowie jego rodziny. Były premier nie pozostawił żadnego listu. Wskazywano jednak, że polityk znajdował się w depresji, wynikającej z przegranych wyborów, ale również z objęcia go postępowaniem dotyczącym uzyskania nieoprocentowanej pożyczki od zaprzyjaźnionego przedsiębiorcy.
W późniejszych latach pojawiły się w publicystyce teorie alternatywne; ich autorzy stawiali tezę o zabójstwie byłego premiera, którego przyczyną miała być chęć ukrycia skandali politycznych. Wersję tę obalali inni dziennikarze (m.in. dokumentalista Laurent Delahousse), nie znalazła ona również potwierdzenia u krewnych polityka.
Odznaczony Orderem Narodowym Zasługi I klasy.

## Życie prywatne
Od 1948 był żonaty z Gilberte, miał dwie córki i syna.

## Skład rządu Pierre’a Bérégovoy
- premier: Pierre Bérégovoy[4]
- minister stanu, minister edukacji narodowej i kultury: Jack Lang
- minister stanu, minister spraw zagranicznych: Roland Dumas
- minister stanu, minister służb publicznych i modernizacji administracji: Michel Delebarre
- minister sprawiedliwości: Michel Vauzelle
- minister spraw wewnętrznych: Paul Quilès
- minister obrony: Pierre Joxe (do marca 1993), Pierre Bérégovoy (w marcu 1993)
- minister gospodarki i finansów: Michel Sapin
- minister budżetu: Michel Charasse (do października 1992), Martin Malvy (od października 1992)
- minister środowiska: Ségolène Royal
- minister zaopatrzenia, mieszkalnictwa i transportu: Jean-Louis Bianco
- minister przemysłu i handlu zagranicznego: Dominique Strauss-Kahn
- minister pracy, zatrudnienia i kształcenia zawodowego: Martine Aubry
- minister rolnictwa i leśnictwa: Louis Mermaz (do października 1992)
- minister rolnictwa i rozwoju obszarów wiejskich: Jean-Pierre Soisson (od października 1992)
- minister spraw społecznych i integracji: René Teulade
- minister zdrowia i pomocy humanitarnej: Bernard Kouchner
- minister ds. miast: Bernard Tapie (do maja 1992 i od grudnia 1992)
- minister departamentów i terytoriów zamorskich: Louis Le Pensec
- minister badań naukowych i technologii: Hubert Curien
- minister poczty i telekomunikacji: Émile Zuccarelli
- minister ds. młodzieży i sportu: Frédérique Bredin
- minister ds. kontaktów z parlamentem: Louis Mermaz (od października 1992)
- ministrowie delegowani (ministres délégués): Élisabeth Guigou, Georges Kiejman, Marcel Debarge, Jean-Marie Rausch (do października 1992), Gilbert Baumet, Marie-Noëlle Lienemann, Jean-Michel Baylet, Bruno Durieux, André Billardon